# Botho-Lucas-Chor
Der Botho-Lucas-Chor war eines der bekanntesten deutschen Vokalensembles der 1960er und 1970er Jahre.

## Der Chor
Botho Lucas (1923–2012) gründete 1958 das Lucas-Quartett (Botho Lucas, Bernd Golonsky, Günter Kallmann, Ralf Paulsen), aus dem 1961 der gemischte Botho-Lucas-Chor mit wechselnder Frauenbesetzung – (Gretel Kästel, Ans Plevier, Daisy Door, Ulla Wiesner, Hanna Dölitsch) entstand, zunächst als Studioensemble mit bekannten Interpreten, aber schon bald mit eigenen, solistischen Aufgaben.
Danke, mit dem Martin Gotthard Schneider den Wettbewerb für neue Geistliche Lieder der Evangelischen Akademie Tutzing gewonnen hatte, wurde für den Botho-Lucas-Chor zum ersten unerwarteten Erfolg. Das Lied wurde zu einem Evergreen und ist bis heute in zahlreichen Wunschkonzerten zu hören. Im Folgejahr produzierte der Chor zwei Langspielplatten mit weiteren modernen geistlichen Titeln, von denen einige wie Ein Schiff, das sich Gemeinde nennt sehr bekannt wurden.
Das Repertoire und die Interpretationsmöglichkeiten des Chores sind außerordentlich vielseitig. Es umfasst moderne Volksliedbearbeitungen, Operette, Musical, Evergreen, Schlager sowie Fremdsprachliches. Die Titelmusik der deutschen Fassung von 55 Tage in Peking (1963) wurde von ihnen gesungen, die deutsche Fassung des Titelliedes zu dem Film Die tollkühnen Männer in ihren fliegenden Kisten (Richt’ge Männer wie wir) entstand 1965.
Im Fernsehen war der Chor in vielen Sendungen solistisch und mit Begleitgesängen vertreten. Darüber hinaus fanden Chor- und Soloproduktionen mit fast allen aus Rundfunk und Fernsehen bekannten Orchestern statt, ferner wirkte das Ensemble bei zahlreichen Produktionen prominenter Künstler der 1960er Jahre als Begleitchor mit, u. a. bei Wir können uns nur Briefe schreiben von Greetje Kauffeld (1964) und Santo Domingo von Wanda Jackson (1965).
Neben Ralf Paulsen war Daisy Door eine der bekannten Solisten, die dem Chor zu seinem unverwechselbaren Sound verhalfen. Daisy Door wurde bekannt durch den Titel Du lebst in deiner Welt aus der Fernsehserie Der Kommissar. 1979 ging der Botho-Lucas-Chor mit dem Orchester Bert Kaempfert auf Tournee durch Deutschland, Luxemburg und die Schweiz und gastierte in diesem Zusammenhang auch in der Royal Albert Hall in London.

## Diskografie

### Vinyl-Singles
EMI-Electrola (Jahr: Titel – Katalog-Nr.):
- 1961: Valencia / Barcelona – C ∗ 21 771
- 1961: Berliner Polka (Berlin Melody) / Tango Continental – C 21 941
- 1962: Förster Toni / Die Züricher Mädels – C 21 998
- 1962: Afrika-Song (La marche des anges) / Sahara-Blues – C 22 066
- 1962: Danke / Antwort auf alle Fragen – E 22 073
- 1962: Die Regenmelodie / Stadtpark-Serenade – C 22 020
- 1963: Prinzessin-Serenade (Toselli-Serenade) / Sweet Clarinet – E 22 318
- 1963: Ich weiß basaltene Bergeshöh’n / Rhönmarsch – O 22 492
- 1963: 55 Tage in Peking (55 Days at Peking) / Weht der Wind von Westen – E 22 494
- 1963: Ich zieh’ meiner dunklen Straße / Funde am Weg – E 22 534
- 1963: Gott meint es gut mit dir / Wehr dich nicht – E 22 536
- 1963: Ein Schiff, das sich Gemeinde nennt / Gott ist der Herr – E 22 539
- 1965: Topsy / Damals in Jenny’s Bar (Silly Ol’ Summertime) – E 22 860
- 1965: Wir wandern auf vielen Straßen (Te Deum) / Abendglocken – E 22 890
- 1965: Richt’ge Männer wie wir (Those Magnificent Men) / Wo sind denn hier die schönen Mädchen – E 23 022
- 1965: Uns’re kleine feine Familie / Ja die kleinen weißen Mäuse – E 23 082
- 1966: Barkarole der Liebe / Liebe und Liebelei – E 23 131
- 1966: Als die Sonne kam (When the Sun Comes Out) / Nur du (Io ti darò di più) – E 23 302
- 1967: Lehr mich / Diesen Tag, Herr – E 23 580
- 0 ? 0: Operette zum Mitsingen – C 23 946
- 1970: Rose vom Rhein / Blumen, Blüten, Bäume – C 29 836
- 1972: Polli-Song / Annemarie aus Witten – C 29 973
- 1973: Die Nacht ist sowieso im Eimer / Heute Nacht, da könnt’ ich mich verschenken – C 30 493
- 1974: Heino-Hits zum Mitsingen (Potp.) – C 30 531
- 1974: Du wirst nie einsam sein / Liebe im Mai – C 30 538
- 1976: Heino-Hits zum Mitsingen · Folge 2 (Potp.) – E 31 731
- 0 ? 0: Wenn die bunten Fahnen wehen (EP) – O 41 659

### Vinyl-Langspielplatten(Auswahl)
(Jahr: Titel – Label)
- 1963: Die Landsknechtstrommel – Odeon SMO 73 500
- 1964: Küss mich · Musik zum Träumen und Tanzen – HÖRZU/Electrola SHZE 122, wiederveröffentlicht als:
  - Küss’ mich, bitte bitte küss’ mich – mfp 5578
- 1965(?): Sei lieb zu mir – Electrola SME 74 153
- 1967(?):  Die Landsknechtstrommel 2 – Odeon SMO 74 366
- 1973: Highway of Songs – Columbia 29465 (USA)
- 1974: 28 Heino-Hits zum Tanzen und Mitsingen – HÖRZU/Electrola SHZE 408
- 1976: 28 Heino-Hits zum Tanzen und Mitsingen · Folge 2 – EMI-Electrola 1 C 062-29 674
- 1978: Liebst Du mich – EMI-Electrola  1 C 066-32 825
- 0 ? 0: From Germany with Love – Capitol ST-10453 (USA, CDN)
- 0 ? 0: Operette à gogo (28 unsterbliche Melodien zum Tanzen) – mfp 5441
- 0 ? 0: Come On, Clap Hands, Dance! … – mfp 1M 048-31 118 (mit „The Soundmasters“)
- 0 ? 0: Der Botho Lucas-Chor – Die Volksplatte SMVP 6013 (Zusammenstellung)
- 0 ? 0: Danke – Crystal 028 CRY 32 792 (Zusammenstellung von Liedern aus der Zeit 1962–67)

### CDs
- 1994: Unsere großen Erfolge – Electrola 7243 8 29728 2 2 (Kompilation; 2 CD)
- 2005: Happiness – UBM 2102 (als „Botho Lucas Voices“)
- 2006: Musik der Landsknechte – UBM 2105 (Zusammenstellung von Liedern aus Die Landsknechtstrommel 1 & 2)
- 2006: Made in Germany – EMI 0946 3 63444 2 3 (Übernahme einer Columbia-CD, USA)